# المخيزن (الرملة)
المخيزن، قرية فلسطينية مهجرة، تقع إلى الجنوب الغربي من مدينة الرملة. تعرضت المخيزن للعدوان الصهيوني خلال عام 1948 وطرد الصهيونيون سكانها، دمروا بيوتها وأقاموا على أنقاضها عام 1953 مستعمرة “بيت حلقيا”.

## أصل التسمية
أنشأت القرية جماعة من عرب الوحيدات بغرض خزن الحبوب، ومن هنا تسميتها بهذا الاسم المصغر من كلمة مخزن.

## موقع القرية
يصل قرية المخيزن درب مُمهد طوله 3 كم بطريق القدس– غزة الرئيسة المعبّدة. كما أنّ دروبًا ممهدة أخرى تربطها بكل من قرى شحمة، قطرة، أم كلخة، الخيمة والمسمية.
أقيمت المخيزن فوق رقعة منبسطة من أرض السهل الساحلي الجنوبي، لا يتجاوز ارتفاعها 75م عن سطح البحر، ويمرّ بطرفها الشرقي أحد الأودية الرافدة لوادي الصرار.

## احتلال القرية وتطهيرها عرقيًّا
على الرغم من أنّ التفصيلات الدقيقة غير معروفة، فمن الجائز أن تكون القرية احتُلت في سياق إحدى العمليات التي عقبت عملية "نحشون" في ممر القدس. أمّا المؤرخ الإسرائيلي بني موريس فيقول بأنّ تاريخ احتلال القرية هو 20 نيسان/أبريل 1948؛ معنى ذلك أنها سقطت في إطار عملية هارئيل. على الرغم من أنّ المخيزن كانت تبعد بعض الكيلومترات عن معظم القرى الواقعة في المنطقة المحتلة، فإنّها ربما تكون احتلت أثناء محاولة التحكم في الطريق الموصل من القدس إلى الساحل. حيث احتلت قرى الممر في معظمها بُعيد الاستيلاء عليها؛ ذلك-وفق ما يقوله موريس- بموجب القرار القاضي بتدمير القرى الواقعة في مناطق إستراتيجية أو على الطرق الحيوية، بصرف النظر عن كونها قاومت غزو الهاغاناه أو لم تقاومه. كما لا يذكر ما حلّ بسكان القرية.

## القرية اليوم
جُرفت القرية وسُويت بالأرض، بحيث لم يعد يُرى في موقعها شيء غير الزرع والحقول المحروثة. كما أنّه ثمة كومة من الحجارة والحطام يبلغ علوها مترين ونصف متر في الطرف الجنوبي من الموقع، كذلك في جوار الكومة، غُرِس بستان من شجر البرتقال.

## المستعمرات الإسرائيلية على أراضي القرية
أُنشئت مستعمرة «حفيتس حييم» في سنة 1944، على ما كان يعتبر من أراضي القرية تقليديًّا. لاحقًا، في سنة 1948، أضيفت مستعمرة «رفاديم»، ثم مستعمرتا «ياد بنيامين» و«بيت حلكيا»، اللتان أنشئتا على أراضي القرية في سنة 1949 وسنة 1953 على التوالي.